# Galateo Alto
Galateo Alto es un barrio ubicado en el municipio de Isabela en el estado libre asociado de Puerto Rico. En el Censo de 2010 tenía una población de 1.314 habitantes y una densidad poblacional de 88,06 personas por km².

## Geografía
Galateo Alto se encuentra ubicado en las coordenadas 18°24′20″N 66°59′44″O / 18.40556, -66.99556. Según la Oficina del Censo de los Estados Unidos, Galateo Alto tiene una superficie total de 14.92 km², que corresponden a tierra firme.

## Demografía
Según el censo de 2010, había 1.314 personas residiendo en Galateo Alto. La densidad de población era de 88,06 hab./km². De los 1.314 habitantes, Galateo Alto estaba compuesto por el 81.2% blancos, el 10.5% eran afroamericanos, el 0.84% eran amerindios, el 0.23% eran asiáticos, el 4.95% eran de otras razas y el 2.28% pertenecían a dos o más razas. Del total de la población el 99.54% eran hispanos o latinos de cualquier raza.